# آلفردو روخاس
آلفردو روخاس (اسپانیایی: Alfredo Rojas‎؛ زادهٔ ۲۰ فوریهٔ ۱۹۳۷ – درگذشتهٔ ۱۶ ژوئن ۲۰۲۳) یک بازیکن فوتبال اهل آرژانتین بود.

## باشگاهی
از باشگاه‌هایی که در آن بازی کرده‌است می‌توان به بوکا جونیورز، ریور پلاته، رئال بتیس، سلتاویگو، جیمناسیا لاپلاتا و لانوس اشاره کرد.

## تیم ملی
وی همچنین در تیم ملی فوتبال آرژانتین بازی کرده است.